# Ciclo do oxigênio

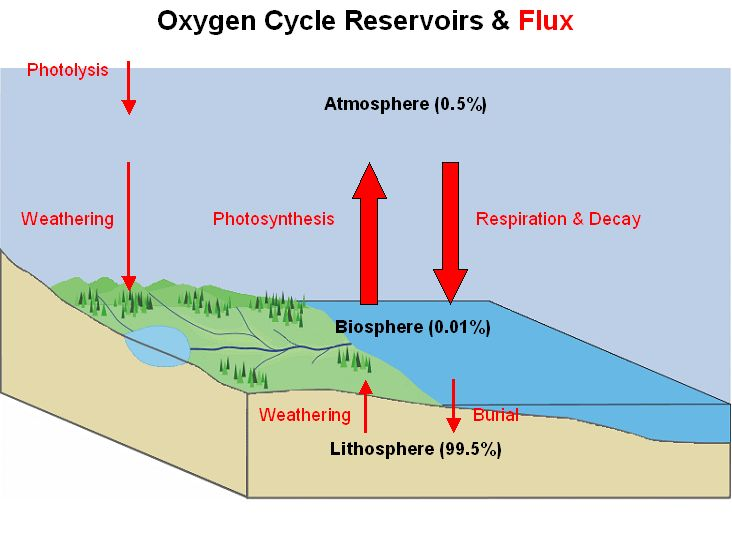
Ciclo do oxigênio

Oxigênio na tabela periódica

Entende-se por ciclo do oxigênio o movimento do oxigênio entre os seus três reservatórios principais: a atmosfera (os gases que rodeiam a superfície da Terra), a biosfera (os organismos vivos e o seu ambiente próximo) e a litosfera (a parte sólida exterior da Terra).
Este ciclo é mantido por processos geológicos, físicos, hidrológicos e biológicos, que movem diferentes elementos de um depósito a outro. O oxigênio molecular (O2) compõe cerca de 21% da atmosfera terrestre. Este oxigênio satisfaz as necessidades de todos os organismos terrestres que o respiram no seu metabolismo.
O principal fator na produção de oxigênio é a fotossíntese, que regula a relação gás carbônico/gás oxigênio na atmosfera.
Enquanto a respiração, a decomposição e a combustão consomem oxigênio, a fotossíntese repõe o gás na atmosfera.
Esses processos estão relacionados à construção de compostos de carbonos (fotossíntese) e a degradação de compostos de carbonos (respiração, decomposição) .
O oxigênio é o elemento mais abundante em massa na crosta terrestre e nos oceanos e o segundo na atmosfera, pertencente ao grupo dos Calcogênios, pertencente ao grupo 6A da tabela periódica, constituindo aproximadamente 21 % da composição da atmosfera, 46,7% da crosta terrestre e, dos oceanos em torno de 87%.
Na atmosfera, encontra-se como oxigênio diatômico/oxigênio molecular (O2), dióxido de carbono (CO2), ozônio (O3), dióxido de nitrogênio (NO2), monóxido de nitrogênio (NO), dióxido de enxofre (SO2), etc.
O oxigênio pode ser encontrado na atmosfera sob várias formas. Seja na forma de oxigênio molecular (O2) ou em composição com outros elementos (CO2, NO2, SO2, etc.)
o fato é que o oxigênio é o elemento mais abundante na crosta terrestre e nos
oceanos (99,5% do oxigênio está contida ali) e o segundo mais abundante na atmosfera (0,49% do
oxigênio existente está na atmosfera, os outros 0.01% estão contidos nos seres vivos). O ciclo de transformações do oxigênio por estes reservatórios (atmosfera, oceano e crosta terrestre) constitui o chamado ciclo do oxigênio  que é mantido por processos biológicos, físicos, geológicos e hidrológicos.
A principal forma de produção do oxigênio é a fotossíntese  realizada por todas as plantas clorofiladas, algas e algumas bactérias. A fotossíntese é um processo pela qual as plantas transformam água e gás carbônico na presença de luz e clorofila em compostos orgânicos bem mais energéticos e oxigênio.
Luz
6H2O + 6CO2 --> 6O2 + C6H12O6
Glicose
Embora as plantas consumam parte deste oxigênio em sua própria respiração a quantidade produzida pela fotossíntese pode ser 30 vezes maior do que a consumida. Este foi um dos fatores que possibilitaram o surgimento de todas as formas de vida que temos hoje no planeta e o principal repositor de oxigênio para a atmosfera.
Outra forma de produção do oxigênio é a fotólise: reação pela qual a radiação
ultravioleta que entra na atmosfera decompõe a água atmosférica
em óxido de azoto.
2H2O +
energia --> 4H + O2
O principal meio de consumo do oxigênio no ciclo do carbono é por meio da respiração dos seres vivos. As plantas utilizarão o oxigênio para realizar a fotossíntese como já foi referido e os animais o utilizarão em seu metabolismo.
{CH2O}
+ O2 --> CO2 + H2O
Outra forma de consumo do oxigênio é a decomposição da matéria orgânica e a oxidação de minerais em exposição. Um exemplo de oxidação é a ferrugem .

## Fluxos de oxigênio na fotossíntese
A fotossíntese é o  principal   processo responsável pela manutenção do oxigênio na atmosfera, no qual repõe o oxigênio que falta pelo processo da respiração. A fotossíntese transforma dióxido de carbono e água em oxigênio e açúcar.
6CO2 + 12H2O + energia → C6H12O6 + 6H2O + 6O2
Um processo adicional de produção oxigênio é a fotólise, na qual energia proveniente de radiação ultravioleta decompõe água atmosférica e óxido de azoto.
2H2O + energia → 4H + O2
2N2O + energia → 4N + O2
O principal processo de remoção de oxigênio da atmosfera é a respiração.
C6H12O6 + 6O2 → 6CO2 + 6H2O + energia
Também no processo de decomposição animais e bactérias consomem oxigênio e libertam dióxido de carbono.
Devido aos minerais da litosfera serem oxidados em oxigênio, o desgaste químico das rochas expostas também consome oxigênio. Um exemplo de desgaste químico da superfície é a formação de óxidos de ferro (ferrugem):
4FeO + 3O2 → 2Fe2O3
O oxigênio também tem um ciclo entre a biosfera e a litosfera. Os organismos marinhos na biosfera criam conchas de carbonato de cálcio (CaCO3) que é rico em oxigênio. Quando o organismo morre, a sua concha é depositada no chão do mar e enterrado ao longo do tempo para criar a rocha na litosfera. As plantas e animais extraem nutrientes minerais das rochas e libertam oxigênio durante o processo.

## O Oxigênio na atmosfera e nos oceanos
Ozônio
A presença do oxigênio na atmosfera originou a formação de ozônio e da camada de ozônio na estratosfera. A camada do ozônio extremamente importante para a vida moderna, visto que absorve a radiação ultravioleta nociva.
O2 + energia uv → 2O
O + O2 + energia uv → O3
A energia solar absorvida aumenta a temperatura da atmosfera na camada do ozônio, criando uma barreira térmica, que ajuda a manter a atmosfera por baixo, por oposição a escapar para o espaço.
Fósforo
Uma teoria interessante é que o fósforo (P) no oceano ajuda a regular a quantidade de oxigênio atmosférico. O fósforo dissolvido nos oceanos é um nutriente essencial para a fotossíntese nos oceanos e um dos principais factores limitativos. A fotossíntese nos oceanos contribui aproximadamente com 45% do oxigênio total livre no ciclo do oxigênio. O crescimento da população de organismos que fazem fotossíntese é limitada principalmente pela disponibilidade de fósforo dissolvido.
Um dos efeitos secundários das minas e das atividades industriais  é o aumento dramático da quantidade de fósforo descarregado nos oceanos. No entanto, este aumento não se reflete num aumento correspondente da fotossíntese nos oceanos. Isto acontece porque um aumento da população que faz fotossíntese resulta em maiores níveis de oxigênio nos oceanos. Os elevados níveis de oxigênio promovem o crescimento de certo tipo de bactérias que competem pelo fósforo dissolvido. Esta competição limita a quantidade de fósforo disponível para a fotossíntese nos oceanos, limitando a população total assim como os níveis de O2.